# Emilie Cady
Harriet Emilie Cady (12 de julio de 1848 - 3 de enero de 1941) fue una médica y escritora estadounidense autora de los escritos espirituales del Nuevo Pensamiento. Su libro de 1896, Lessons in Truth, A Course of Twelve Lessons in Practical Christianity se considera uno de los textos centrales sobre la enseñanza de la Iglesia Unity. Es el libro más leído de dicho movimiento, vendiendo desde entonces, más de 1,6 millones de copias desde su primera publicación, y siendo traducida a once idiomas y a braille.

## Biografía
Harriet Emilie Cady nació en Dryden, Nueva York, hija de Oliver Barlow Cady y Cornelia Phillips. Su primer trabajo fue como maestra en una escuela de una sola aula en su ciudad natal. A finales de la década de 1860, decidió dedicarse al campo de la medicina, estudiando en la Homeophatic Medical College of the State of New York. Se graduó en 1871 y se convirtió en una de las primeras médicas de América.
Cady se asoció con varias figuras prominentes en el movimiento del Nuevo Pensamiento de la época, incluyendo: Emma Curtis Hopkins, el ministro de la ciencia divina Emmet Fox, Ernest Holmes, fundador de la Ciencia Religiosa y Myrtle Filmore, cofundador de la Iglesia Unity. Finding The Christ in Ourselves, un panfleto que ella escribió, fue publicado en octubre de 1891 por Charles y Myrtle Filmore. A partir de 1892, una serie de artículos escritos por ella titulados Lessons in Truth by Dr. Cady fueron publicados en una revista de Unity. Este material fue luego compilado en un libro y fue el primer libro publicado por Unity. 
Cady murió en Nueva York en 1941 a la edad de noventa y dos años.

## Libros
- Lessons in Truth, A Course of Twelve Lessons in Practical Christianity ISBN 1-4515-9726-6
- How I Used Truth ISBN 1-5960-5538-3
- God, a present help ISBN 0-8715-9044-1
- The Complete Works of H. Emilie Cady ISBN 0-8715-9289-4
- Coming into Freedom: Emilie Cady's Lessons in Truth for the 21st Century Ruth L. Miller Pd.D. ISBN 0-9453-8523-4